# John McClelland
John McClelland (Belfast, 7 dicembre 1955) è un ex calciatore nordirlandese, di ruolo difensore.

## Palmarès

### Club

#### Competizioni nazionali
- Coppa di Lega scozzese: 2

Rangers: 1981-1982, 1983-1984